# Radical 32
El radical 32, representado por el carácter Han 土, es uno de los 214 radicales del diccionario de Kangxi. En mandarín estándar es llamado 土部　(tǔ bù　«radical “tierra”»), en japonés es llamado 土部, どぶ　(dobu), y en coreano 토 (to). 
El radical 32 aparece comúnmente en caracteres cuyo significado está relacionado con la tierra (la sustancia), como en el carácter 堙, que significa «montículo». De hecho, el carácter 土 es utilizado para representar al elemento tierra, uno de los 5 elementos del Wu Xing. El radical «tierra» suele aparecer en muchos casos en el lado izquierdo de los caracteres (por ejemplo, en 地). En muchos otros casos, aparece en la parte inferior (por ejemplo en 圣).
El radical «tierra» es muy similar al radical 33 (士). La diferencia entre ambos es que en este último el trazo horizontal superior es más largo que el inferior, mientras que en el radical 32 el trazo superior es más corto que el inferior. Por otro lado, el radical 33 se puede distinguir porque casi siempre aparece en la parte superior de los caracteres.

## Nombres populares
- Mandarín estándar: 堤土旁, dī tǔ páng, «tierra-terraplén a un lado».
- Coreano: 흙토부, heuk to bu «radical to-tierra».
- Japonés: 土（つち）, tsuchi, «tierra»; 土偏（つちへん）, tsuchihen, «tierra al lado izquierdo del carácter».[1]
- En occidente: radical «tierra».

## Galería
| Estilos antiguos                                 | Estilos antiguos                  | Estilos antiguos                        | Estilos antiguos                   | Estilos antiguos                   | Estilos empleados actualmente       | Estilos empleados actualmente  | Estilos empleados actualmente    | Estilos empleados actualmente   | Estilos empleados actualmente  |
|                                                  |                                   |                                         |                                    |                                    |                                     | 土                             | 土                               |                                 |                                |
| 甲骨文 jiǎgǔwén (escritura de huesos oraculares) | 金文 jīnwén (escritura de bronce) | 简帛 jiǎnbó (escritura de bambú y seda) | 篆文 zhuànwén (escritura de sello) | 篆文 zhuànwén (escritura de sello) | 隸書 lìshū (estilo de los escribas) | 楷書 kǎishū (estilo regular)   | 楷書 kǎishū (estilo regular)     | 行書 xǐngshū (estilo corriente) | 草書 cǎoshū (estilo de hierba) |
| 甲骨文 jiǎgǔwén (escritura de huesos oraculares) | 金文 jīnwén (escritura de bronce) | 简帛 jiǎnbó (escritura de bambú y seda) | 大篆 dàzhuàn (sello grande)        | 小篆 xiǎozhuàn (sello pequeño)     | 隸書 lìshū (estilo de los escribas) | 繁體／繁体 fántǐ (tradicional) | 简体／簡體 jiǎntǐ (simplificado) | 行書 xǐngshū (estilo corriente) | 草書 cǎoshū (estilo de hierba) |

## Caracteres con el radical 32
| trazos | carácter |
| ------ | --- |
| + 0    | 土 |
| + 1    | 圠圡 |
| + 2    | 㘦圢圣圤圥圦圧 |
| + 3    | 在圩圪圫圬圭圮圯地圱圲圳圴圵圶圷圸圹场                                                                                             |
| + 4    | 㘧㘨㘩㘪㘫㘬㘭㘮㘯㘰圻圼圽圾圿址坁坂坃坄坅坆均坈坉坊坋坌坍坎坏坐坑坒坓坔坕坖块坘坙坚坛坜坝坞坟坠                                   |
| + 5    | 㘱㘲㘳㘴㘵坡坢坣坤坥坦坧坨坩坪坫坬坭坮坯坰坱坲坳坴坵坶坷坸坹坺坻坼坽坾坿垀垁垂垃垄垅垆垇垈垉垊                                     |
| + 6    | 㘶㘷㘸㘹㘺㘻㘼㘽㘾型垌垍垎垏垐垑垒垓垔垕垖垗垘垙垚垛垜垝垞垟垠垡垢垣垤垥垦垧垨垩垪垫垬垭垮垯垰垱垲垳垴垵城                         |
| + 7    | 㘿㙀㙁㙂㙃㙄㙅㙆垶垷垸垹垺垻垼垽垾垿埀埁埂埃埄埅埆埇埈埉埊埋埌埍埏埐埑埒埓埔埕埖埗埘埙埚埛﨏                                       |
| + 8    | 㙇㙈㙉㙊㙋㙌㙍埜埝埞域埠埡埢埣埤埥埦埧埨埩埫埬埭埮埯埰埱埲埳埴埵埶執埸培基埻埼埽埾埿堀堁堂堃堄堅堆堇堈堉堊堋堌堍堎堏堐堑堒堓堔堕堵 |
| + 9    | 㙎㙏㙐㙑㙒㙓㙔㙕㙖㙗㙘埪堖堗堘堙堚堛堜堝堞堟堠堡堢堣堤堥堦堧堨堩堪堫堬堭堮堯堰報堲堳場堶堷堸堹堺堻堼堾堿塀塁塂塄塅塆塇塈           |
| + 10   | 㙙㙚㙛㙜㙝㙞㙟堽塃塉塊塋塌塍塎塏塐塑塒塓塔塕塖塗塘塙塚塛塜塝塞塟塠塡塢塣塤塥塦塧塨塩塪填塬塭塮塯塰塱塞塚                           |
| + 11   | 㙠㙡㙢㙣㙤㙥㙦塲塳塴塵塶塷塸塹塺塻塼塽塾塿墀墁墂境墄墅墆墇墈墉墊墋墌墍墎墏墐墑墒墓墔墕墖増墘墙墚墛                                 |
| + 12   | 㙧㙨㙩㙪㙫㙬㙭㙮㙯墜墝增墟墠墡墢墣墤墥墦墧墨墩墪墫墬墭墮墯墰墱墲墳墴墵墶墷墸墹                                                     |
| + 13   | 㙰㙱㙲㙳㙴㙵㙶墺墻墼墽墾墿壀壁壂壃壄壅壆壇壈壉壊壋壌                                                                               |
| + 14   | 㙷㙸㙹㙺壍壎壏壐壑壒壓壔壕壖壗 |
| + 15   | 㙻㙼㙽壘壙 |
| + 16   | 㙾㙿壚壛壜壝壞壟壠壢 |
| + 17   | 㚀壣壤壥 |
| + 18   | 壦 |
| + 20   | 壧壨 |
| + 21   | 㚁壩 |
| + 22   | 㚂壪 |